# Tomoyuki Furumaya
Tomoyuki Furumaya (古厩智之, Furumaya Tomoyuki) est un réalisateur et scénariste japonais, né le 14 novembre 1968 dans la préfecture de Nagano.

## Filmographie partielle

### Cinéma
- 1992 : Shakunetsu no dojjibōru (灼熱のドッジボール)
- 1994 : This Window Is Yours (この窓は君のもの, Kono mado wa kimi no mono)
- 2001 : Bad Company (まぶだち, Mabudachi)
- 2003 : Robot Contest (ロボコン, Robokon)
- 2005 : Sayonara Midori-chan (さよならみどりちゃん)
- 2008 : The Homeless Student (ホームレス中学生)
- 2014 : Ichijiku no mori (無花果の森?)
- 2015 : Killing Curriculum: Jinrō Shokei Game - Prologue
- 2020 : Kotera-san Climbs!
- 2024 : Play!

### Séries télévisées
- 2023 : Candy Color Paradox
- 2024 : Happy of the End - également scénariste